# Goth Kohelpur
Goth Kohelpur (nep. गोठ कोहेलपुर) – gaun wikas samiti w środkowej części Nepalu w strefie Dźanakpur w dystrykcie Dhanusa. Według nepalskiego spisu powszechnego z 2011 roku liczył on 724 gospodarstwa domowe i 3780 mieszkańców (1888 kobiet i 1892 mężczyzn).